# Буб (приток Обвы)
Буб — река в Сивинском районе Пермского края, правый приток Обвы. Устье реки находится в 127 км по правому берегу. Длина реки составляет 54 км, площадь бассейна — 306 км².
Исток реки находится на Верхнекамской возвышенности близ границы с Верещагинским районом в 6 км к югу от посёлка Северный Коммунар. Генеральное направление течения — восток, русло сильно извилистое. Почти весь бассейн реки Буб находится на территории Бубинского сельского поселения, наиболее крупные населенные пункты на берегах реки — сёла Пестери (верхнее течение) и Буб (нижнее течение). Помимо них на реке расположено большое число мелких деревень. В селе Буб на реке плотина и запруда.
Река впадает в Обву у села Усть-Буб. Ширина реки у устья около 13 метров, скорость течения — 0,3 м/с.

## Притоки (км от устья)
- 14 км: река Ошмаш (пр)
- река Тарашелка (пр)
- река Мельничная (лв)
- река Паломка (лв)
- река Кленовка (пр)
- река Слободка (пр)
- река Городищенка (лв)
- 37 км: река Малый Буб (пр)
- река Заполька (лв)
- река Шенамера (лв)
- река Тюменка (лв)
- река Лужковская (пр)
- река Средняя (пр)

## Данные водного реестра
По данным государственного водного реестра России относится к Камскому бассейновому округу, водохозяйственный участок реки — Кама от города Березники до Камского гидроузла, без реки Косьва (от истока до Широковского гидроузла), Чусовая и Сылва, речной подбассейн реки — бассейны притоков Камы до впадения Белой. Речной бассейн реки — Кама.
По данным геоинформационной системы водохозяйственного районирования территории РФ, подготовленной Федеральным агентством водных ресурсов:
- Код водного объекта в государственном водном реестре — 10010100912111100009424
- Код по гидрологической изученности (ГИ) — 111100942
- Код бассейна — 10.01.01.009
- Номер тома по ГИ — 11
- Выпуск по ГИ — 1